# Долішня Махала
Долішня Махала́ (болг. Долна махала) — село в Пловдивській області Болгарії. Входить до складу общини Калояново.

## Населення
За даними перепису населення 2011 року у селі проживали 417 осіб.
Національний склад населення села:
| Національність   | Кількість осіб | Відсоток |
| ---------------- | -------------- | -------- |
| болгари          | 249            | 60,9%    |
| цигани           | 158            | 38,6%    |
| турки            | 0              | 0%       |
| Всього відповіли | 409            |          |

Розподіл населення за віком у 2011 році:
Динаміка населення: